# Чемпіонство NXT
Чемпіонство NXT (англ. NXT Championship) - головний чоловічий титул NXT, підготовчого бренду компанії WWE. Був заснований 1 липня 2012 а першим чемпіоном став Сет Роллінс. Поточним чемпіоном є Оба Фемі, котрий переміг Тріка Вільямса та Едді Торпа й виграв пояс у тематичному епізоді NXT New Year's Evil від 7 січня 2025 року.

## Історія

Вигляд поясу у 2022—2024 роках.

Про появу нового титулу стало відомо 1 серпня 2012, коли колишня суперзірка WWE Дасті Роудс оголосив про проведення турніру «Золота лихоманка». За умовами змагання, участь у турнірі брали чотири представники з основного ростеру NXT та чотири суперзірки WWE. Причиною проведення турніру стало припинення діяльності FCW Florida Heavyweight Championship та його заміна на NXT. Переможцем турніру став Сет Роллінс, який у фінальному двобої утримав Джиндера Махала.

## Володарі титулу
див. Список чемпіонів NXT